# 21648 Gravanschaik
A 21648 Gravanschaik (ideiglenes jelöléssel 1999 NB57) a Naprendszer kisbolygóövében található aszteroida. A LINEAR projekt keretében fedezték fel 1999. július 12-én.